# Montaña de Amagro
Amagro es una montaña de 502 m s. n. m. situada en el municipio de Gáldar, en el noroeste de la isla de Gran Canaria (Canarias, España). Se encuentra protegida con la categoría de monumento natural.

## Descripción
Este macizo montañoso fue declarado monumento natural como formación particularizada de gran interés geológico, geomorfológico, estético y cultural, ocupando una superficie de 407,7 ha íntegramente incluidas en el término municipal de Gáldar.
Es hábitat de especies endémicas únicas de la flora insular, sumándole el gran valor cultural añadido por la presencia de yacimientos arqueológicos de los aborígenes de Gran Canaria formados por muros y estructuras funcionales como goros (corrales de ganado), refugios y majanos para usos pastoriles destacando el "Conjunto Arqueológico Cumbres de Amagro", con restos de cerámica y malacofauna.
Forma parte de la Red Canaria de Espacios Naturales Protegidos y de la Red Natura 2000 como Zona de Especial Conservación (ZEC).
Este espacio protegido está constantemente amenazado por la presión antrópica, reflejado en los vertidos ilegales llevados a cabo por la población circundante.

## Geología
La Montaña de Amagro es un macizo caracterizado por ser un relieve residual debido a la erosión y la plataforma lávica costera que le rodea.
Los materiales geológicos pertenecen al Ciclo I y al Ciclo Post Roque Nublo. Del primer ciclo destacamos la formación basáltica, con el material subaéreo más antiguo de la isla en las laderas orientadas al oeste, atravesados por diques básicos, y la formación fonolítica, con potentes coladas cubriendo gran parte del monumento natural, con disyunciones columnares en los Espigones de Amagro. En el caso del ciclo Post Roque Nublo, se hallan lavas nefeliníticas, basaníticas y nefríticas, conos de tefra y piroclastos de dispersión en las laderas este y sureste.
Geomorfológicamente se divide en tres unidades: las laderas de elevada pendiente (S-SO), los barrancos poco jerarquizados en forma de "v", y los interfluvios con tipologías variadas como escarpes, cimas redondeadas o lomos acuchillados.

## Flora
Su nombramiento como ZEC se debe a la presencia de especies vegetales endémicas como la siempreviva de Amagro (Limonium sventenii) y la magarza de Lid (Argyranthemum lidii) y hábitats de interés comunitario, los matorrales termomediterráneos y preestépicos.
Este enclave es de gran importancia para el mantenimiento de la biodiversidad florística canaria, con otros endemismos grancanarios exclusivos como la colderrisco de Tamadaba (Crambe tamadabensis), la salviablanca de Amagro (Sideritis amagroi) y en escarpes inaccesibles, el Argyrolobium armindae.
Otras especies raras en la isla son el jasmín silvestre (Jasminum odoratissimum), la pataconejo fina (Polycarpaea filifolia) o la picopajarito colgante (Kickxia pendula). Especies de mayor distribución son el cosco (Mesembryanthemum nodiflorum), la barrilla (M. crystallinum), la mecha blanca (Phagnalon saxatile). Especies foráneas e invasoras como el rabo de gato (Cenchrus setaceus), la tunera india (Opuntia dilenii), el pino carrasco (Pinus halepensis), el pino piñonero (Pinus pinea), el ciprés de Cartagena (Tetraclinis articulata) y la acacia majorera (Acacia cyclops).
Las comunidades halófilas se representan con el tabaibal de tolda (Euphorbia aphylla). Además de otras especies como el espino de mar (Lycium intricatum), el salado blanco (Shizogyne sericea) y el salado lanudo (Chenoleoides tomentosa). Otras formaciones típicas del piso basal son la tabaiba dulce (Euphorbia balsamifera), el cardón (E. canariensis), el romero marino (Campylathus decaisnei) y las aulagas (Launaea arborescens).
Las especies de porte arbóreo son escasas, con presencia de una sabina (Juniperus turbinata ssp. canariensis) y acebuches (Olea cerasiformis); además del guaydil (Convolvulus floridus), el helecho doradilla medicinal (Ceterach aureum) y el jaguarzo (Cistus monspeliensis), estos últimos en ambientes más húmedos. 
Las rupícolas se representan con la hierba puntera (Aeonium manriqueorum) y la cerraja (Sonchus congestus), entre otros.
Se han realizados intentos de repoblación con especies potenciales de la zona como el drago (Dracaena draco), la sabina, el cardón, el almácigo (Pistacia atlantica), lapalmera canaria (Phoenix canariensis), el orobal (Withania aristata) y el tarajal (Tamarix canariensis).

## Fauna
La avifauna destaca por especies como el alcaraván (Burhinus oedicnemus distinctus), la calandra canaria (Calandrella rufescens rufescens), el camachuelo trompetero (Bucanetes githagineus amantum), el bisbita caminero (Anthus berthelotti berthelotti), el cernícalo (Falco tinnunculus canariensis), el aguililla canaria (Buteo buteo insularum).
Otras especies son la abubilla (Upupa epops), la alpispa (Motacila cinerea canariensis), el mosquitero canario (Phylloscopus canariensis), la curruca cabecinegra (Sylvia melanocephala leucogastra), el cuervo canario (Corvus corax canariensis), poco frecuente, el chorlitejo chico (Charadrius dubius), la pardela cenicienta (Calonectris diomedea borealis), entre otros muchos.
Los reptiles se representan por los endémicos lagarto gigante de Gran Canaria (Gallotia stehlini) y el perenquén de Boettger (Tarentola boettgeri). Sumamos la invasora culebra real de California (Lampropeltis getula californiae), con un proyecto desde 2012 para reducir sus poblaciones, el Proyecto Europeo LIFE+LAMPROPELTIS, cofinanciado por el Gobierno de Canarias y el Cabildo de Gran Canaria.
Sobre la fauna invertebrada se compone de numerosos endemismos, sobre todo de insectos como los coleópteros con los endemismos grancanarios exclusivos como el cucalán grancanario (Nesacinopus uytteboogaarti), el cucusito grancanario (Trechus flavolimbatus), el gorgojo gandul grancanario (Herpisticus subvestitus), el escarabajo chispa de Gran Canaria (Cephalogonia gautardi), el cucarro negro grancanario (Hegeter grancanariensis), el cucarro negro (Hegeter impressus) y la pimelia (Pimelia sparsa serrimargo). 
Los himenópteros están representados por el endemismo grancanario Andrena wollastoni catula; y los gasterópodos por los endemismos grancanarios chuchanguita de Gran Canaria (Napaeus myosotis) y la babosa de boina (Plutonia parryi).